# Pseudoswammerdamia combinella
Pseudoswammerdamia combinella là một loài bướm đêm thuộc họ Yponomeutidae. Nó được tìm thấy ở châu Âu và Anatolia.
Sải cánh dài 13–16 mm. Con trưởng thành bay từ tháng 4 đến tháng 5. .
Ấu trùng ăn prunus spinosa.